# Dänschenburger Moor und Teufelsmoor bei Gresenhorst
Dänschenburger Moor und Teufelsmoor bei Gresenhorst este o arie protejată (arie specială de conservare — SAC, sit de importanță comunitară — SCI) din Germania întinsă pe o suprafață de 137 ha, integral pe uscat.

## Localizare
Centrul sitului Dänschenburger Moor und Teufelsmoor bei Gresenhorst este situat la coordonatele 54°07′43″N 12°26′39″E / 54.1286°N 12.4442°E.

## Înființare
Situl Dänschenburger Moor und Teufelsmoor bei Gresenhorst a fost declarat sit de importanță comunitară în decembrie 1999 pentru a proteja 2 specii de animale. Situl a fost protejat și ca arie specială de conservare în august 2016.

## Biodiversitate
Situată în ecoregiunea continentală, aria protejată conține 5 habitate naturale: Mlaștini oligotrofe degradate, capabile încă de regenerare naturală, Mlaștini turboase de tranziție și turbării mișcătoare, Depresiuni pe substraturi de turbă de Rhynchosporion, Păduri de fag Luzulo-Fagetum, Mlaștini împădurite.
La baza desemnării sitului se află mai multe specii protejate:
- amfibieni (1): triton cu creastă (Triturus cristatus)
- nevertebrate (1): libelule (Leucorrhinia pectoralis)